# Đạo luật Zluky

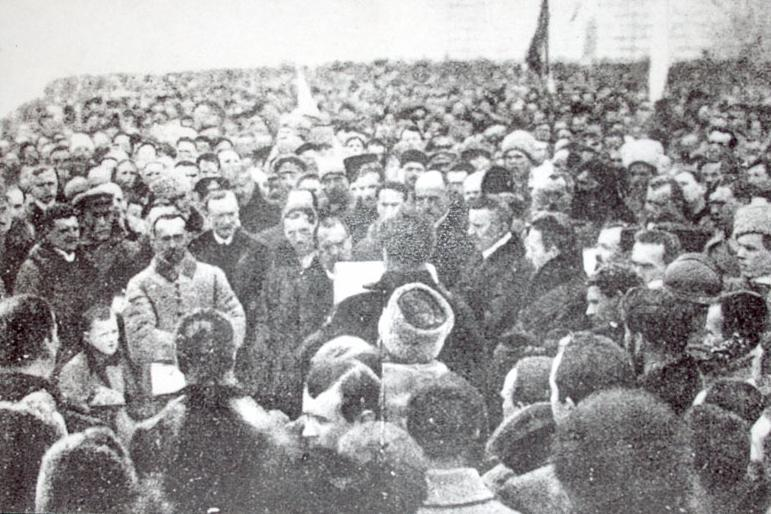
Việc ký kết Đạo luật Zluky, trên Nhà thờ chính tòa Thánh Sophia ở Kiev

Act Zluky (tiếng Ukraina: Акт Злуки, IPA: [ˈɑkt ˈzlukɪ], "Thống nhất hành động") là một thỏa thuận được ký ngày 22 tháng 1 năm 1919 giữa Cộng hòa Nhân dân Ukraina và Cộng hòa Nhân dân Tây Ukraina tại Nhà thờ chính tòa Thánh Sophia, Kiev. Kể từ năm 1999, Ngày thống nhất Ukraina được tổ chức hàng năm vào ngày 22 tháng 1 để đánh dấu việc ký kết hiệp ước, là một ngày lễ nhà nước; nhưng không phải là một quốc lễ.

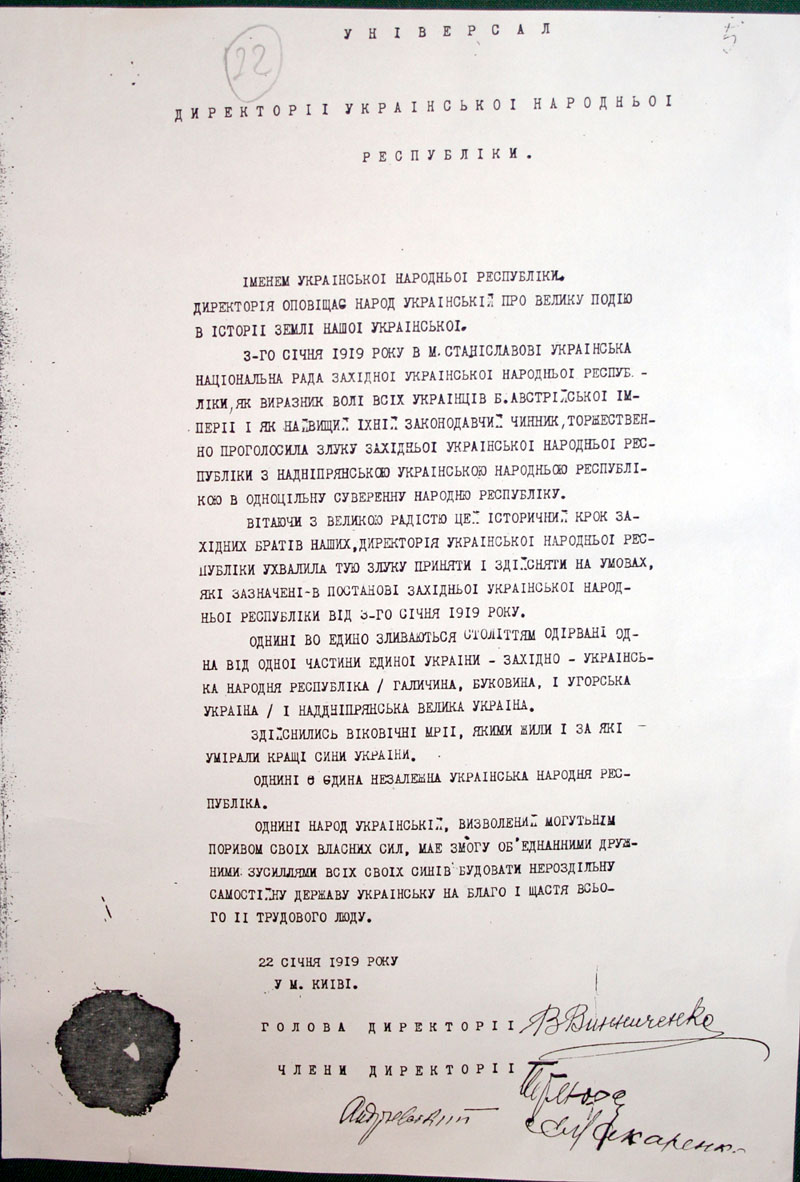
Một bản sao của Đạo luật Zluky, ký ngày 22 tháng 1 năm 1919

## Lịch sử
Thỏa thuận này nhằm mục đích tạo ra một nhà nước Ukraina thống nhất, một phong trào được giới trí thức ở cả hai bên chờ đợi từ lâu. Tuy nhiên, Đạo luật Zluky được coi là hoàn toàn mang tính biểu tượng ở chỗ cả hai chính phủ vẫn giữ lại quân đội, chính quyền và cơ cấu chính phủ riêng.
Văn bản phổ quát được soạn thảo bởi Tổng cục Cộng hòa Nhân dân Ukraina:

Lãnh thổ của Ukraina, bị chia cắt qua nhiều thế kỷ, bao gồm Galicia, Bukovyna, Carpathian Ruthenia và Dnieper Ukraina giờ đây sẽ trở thành một Ukraine thống nhất vĩ đại. Giấc mơ, mà những người con trai tốt nhất của Ukraine đã chiến đấu và hy sinh, đã trở thành sự thật.

Theo hiệp ước Galicia sẽ trở thành một phần tự trị của Ukraine.
Tuy nhiên, Ukraina đã không thể giành được độc lập và vào tháng 12 năm 1920, Cộng hòa Xã hội chủ nghĩa Xô viết Ukraina đã được thành lập bao gồm hầu hết lãnh thổ của Cộng hòa Nhân dân Ukraina. Các lãnh thổ của Cộng hòa Nhân dân Tây Ukraina trở thành một phần của Ba Lan. Năm 1939, lãnh thổ của cả hai đã trở thành một phần của Cộng hòa Xã hội chủ nghĩa Xô viết Ukraina.

Hơn 300.000 người Ukraina đã tham gia vào chuỗi con người vào ngày 21 tháng 1 năm 1990.

### Kỷ niệm 71 năm
Để đánh dấu kỷ niệm lần thứ 71 của ký Đạo luật Zluky vào năm 1990, hơn 300.000 người Ukraina tạo ra một chuỗi người (dài khoảng 482 km (300 dặm)) từ thủ đô Kiev về phía Tây đến Lviv vào ngày 21 tháng 1 năm 1990. Chuỗi nối này là cuộc biểu tình công khai lớn nhất ở Ukraina kể từ khi bắt đầu chương trình Glasnost, được tài trợ bởi Phong trào Nhân dân Ukraina (Rukh) và được truyền cảm hứng một phần từ Con đường Baltic đã diễn ra năm trước. Ngoài ra, lần đầu tiên kể từ thời Cộng hòa Nhân dân Ukraina, quốc kỳ với hai màu, màu xanh và màu vàng đã được giương lên.

## Ngày thống nhất Ukraina
Vào 21 tháng 1 năm 1999, Tổng thống Ukraina Leonid Kuchma ra sắc lệnh "Ngày thống nhất của Ukraine" (tiếng Ukraina: День Соборностi України, đã Latinh hoá: Den' Sobornosti Ukrayiny), một kỳ nghỉ lễ chính phủ, tổ chức hàng năm vào 22 tháng 1 để đánh dấu ý nghĩa chính trị và lịch sử của thỏa thuận 1919. Đây không phải là một ngày quốc lễ. Vào tháng 12 năm 2011, Tổng thống Viktor Yanukovych đã gây ra tranh cãi công khai khi ông sáp nhập "Ngày tự do" vào ngày này, đặt tên chính thức là "Ngày thống nhất và tự do của Ukraina" (Ukrainian: День Соборності та Свободи України, Den' Sobornosti ta Svobody Ukrayiny). "Ngày tự do" được tạo ra vào năm 2005 bởi Tổng thống Viktor Yushchenko, đối thủ của Yanukovych, được tổ chức vào ngày 22 tháng 11 để kỷ niệm cuộc Cách mạng Cam. Tổng thống Yanukovych tuyên bố ông đã thay đổi ngày ăn mừng vì "nhiều lời kêu gọi từ công chúng". Giữa tháng 10 năm 2014, Tổng thống Petro Poroshenko hủy bỏ việc sáp nhập Yanukovych khi ông ra lệnh rằng ngày 21 tháng 11 sẽ được tổ chức là "Ngày của Nhân phẩm và Tự do" để vinh danh cuộc phản đối Euromaidan bắt đầu vào ngày 21 tháng 11 năm 2013.